# Thala-Fjord
Der Thala-Fjord (chinesisch 神州湾 Shenzhou Wan) ist ein Fjord an der Ingrid-Christensen-Küste des ostantarktischen Prinzessin-Elisabeth-Lands. Er liegt östlich der Halbinsel Stornes in den Larsemann Hills.
Norwegische Kartographen kartierten ihn anhand von Luftaufnahmen der Lars-Christensen-Expedition 1936/37 und benannten ihn als Pollen (norwegisch für Tiefe Bucht). Das Antarctic Names Committee of Australia benannte ihn dagegen nach dem Forschungsschiff MV Thala Dan, das den Fjord im Jahr 1957 erstmals befahren hatte.